# Henri Chassaing
Henri Chassaing est un ancien résistant français, militant et élu communiste né le 29 septembre 1907 à Meyssac et mort le 28 avril 2000 à Bordeaux.

## Biographie
Henri nait le 29 septembre 1907 à Meyssac (Corrèze) dans une famille de paysans très modestes.
Ce sont les manifestations de 1927 pour Sacco et Vanzetti auxquelles il participe qui le poussent à s'engager au Parti communiste français, au sein duquel il assume rapidement des responsabilités politiques et de formation dans la région parisienne, notamment celle d'encadrant de la Main-d’œuvre immigrée dans la direction régionale du parti. 
En août 1931, il contracte un mariage blanc avec une immigrée juive et communiste née à Odessa, Tauba Berkovitch Ossipovitch pour lui éviter d'être expulsée de France.
Fin 1936, il devient secrétaire fédéral de Gironde. De sa compagne Régine Allo il a cette année là une fille, Henriette, dite Cany, qui deviendra en 1979 députée européenne sur la liste du Parti communiste. 

### La Résistance
À l'approche de la guerre, Henri met en place le "triangle de direction" clandestin qui assurera la gouvernance locale du parti dans l'illégalité. Mobilisé en 1939, il est capturé par les Allemands et interné successivement dans plusieurs camps de prisonniers où il organise la résistance, notamment Rawa-Ruska. Il s'évade au printemps 1944, pour gagner tout d'abord Nancy, où il s'implique dans la Résistance.
En juin, de retour à Bordeaux, il crée la branche girondine des Amis de l'Humanité. 

### Carrière politique
À la Libération, il est réélu secrétaire fédéral du Parti communiste en Gironde, poste qu'il occupe jusqu'en 1949. Il reprend alors son travail d'ouvrier, et s'implique dans le syndicalisme à la CGT.
Deux autres filles viennent au monde, Martine et Dominique. Il est conseiller municipal de Bordeaux[réf. souhaitée].
Le 13 février 1962, alors secrétaire de l'Union locale de la CGT, il prononce à la Bourse du travail de Bordeaux un discours hostile à l'Algérie française à l'occasion des obsèques des personnes tuées le 8 février à la station de métro Charonne. Ce même soir, l'OAS lance une bombe contre son appartement, qui fait un blessé léger.
Il est maire de Bassens de 1971 à 1977.
Ses responsabilités l'emmènent à interpeller plusieurs dirigeants politiques de premier plan, comme Philippe Henriot, qu'il accuse en public en 1936 d'être un « vieux fasciste, d'approuver Mussolini et Hitler et de traiter la France de pourrie dans ses conférences à l'étranger » , ou Jacques Chaban-Delmas en 1946, qu'il qualifie de « général de la trève » pour critiquer son attitude à la libération de Paris.
En 1998 à plus de 90 ans, il témoigne à sa demande au procès de Maurice Papon, pour évoquer « ce qui est un peu absent de ces débats, la résistance populaire à la montée du fascisme et à la répression de l'époque ». Il y nie toute appartenance à la Résistance de l'ancien secrétaire général vichyste de la préfecture de la Gironde et clame à l'accusé : « Vous n'avez pas fait ce que vous auriez pu. Un soldat a le devoir de refuser un ordre contraire à la loi ou à l'honneur. Le numéro 3 de la préfecture régionale s'est dispensé de cette formule, il doit être condamné ».
Il meurt le 28 avril 2000 à Bordeaux des suites d'un accident de voiture,,.

## Récompenses
Henri Chassaing a été fait chevalier de la Légion d'honneur. Il est décoré de la Médaille militaire, de la Croix de guerre 1939-1945 et de la Croix de Combattant volontaire de la Résistance.